# Cyrtandra flexiramea
Cyrtandra flexiramea är en tvåhjärtbladig växtart som beskrevs av Rudolf Schlechter. Cyrtandra flexiramea ingår i släktet Cyrtandra och familjen Gesneriaceae. Inga underarter finns listade i Catalogue of Life.